# Sandy Adams

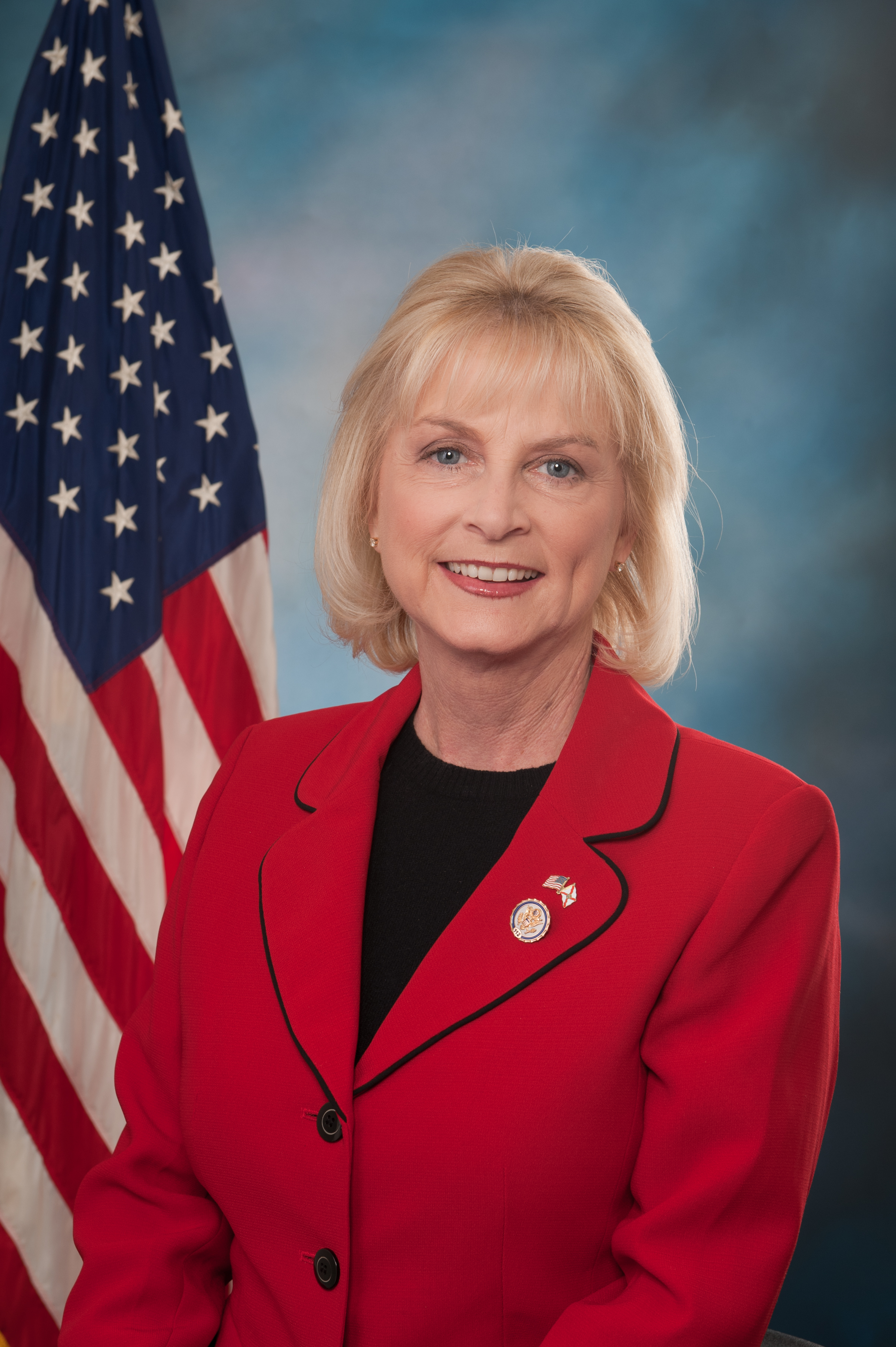
Sandy Adams

Sandra „Sandy“ Adams (* 14. Dezember 1956 in Wyandotte, Michigan) ist eine US-amerikanische Politikerin. Von 2011 bis 2013 vertrat sie den Bundesstaat Florida im US-Repräsentantenhaus.

## Werdegang
Seit 1964 ist Sandy Adams in Florida ansässig. Sie besuchte die High School und diente in den Jahren 1974 und 1975 in der US-Luftwaffe. Von 1985 bis 2002 arbeitete sie als Ermittlerin für die Polizei im Orange County. Politisch schloss sie sich der Republikanischen Partei an. Zwischen 2002 und 2010 saß sie als Abgeordnete im Repräsentantenhaus von Florida. Dort war sie Mitglied verschiedener Ausschüsse. Zeitweise leitete sie den Ausschuss, der sich mit der Finanzierung der Polizeibehörden befasste (Criminal and Civilan Justice Appropriation Committee).
Bei den Kongresswahlen des Jahres 2010 wurde Adams im 24. Wahlbezirk von Florida mit 60 Prozent der Stimmen in das US-Repräsentantenhaus in Washington, D.C. gewählt, wo sie am 3. Januar 2011 die Nachfolge von Suzanne Kosmas antrat, die sie bei der Wahl geschlagen hatte. Nachdem ihr Wahlbezirk nach dem turnusgemäßen Neuzuschnitt im Gefolge des Zensus 2010 deutlich verändert worden war, wurde sie in der parteiinternen Vorwahl von John Mica herausgefordert und besiegt. Sandy Adams schied am 3. Januar 2013 aus dem Kongress aus. Sie war Mitglied im Ausschuss für Wissenschaft, Raumfahrt und Technologie und im Justizausschuss. Innerhalb ihrer Fraktion gehörte sie dem Tea Party Caucus und dem Republican Study Committee an.
Mit ihrem Mann John hat sie drei Kinder. Die Familie lebt privat in Orlando.